# Austerlitz (Nowy Jork)
Austerlitz – miasto w Stanach Zjednoczonych, w stanie Nowy Jork, w hrabstwie Columbia.